# Георги Дурмишков
Георги Лазаров Дурмишков е участник в Българското опълчение.

## Биография
Георги Дурмишков е роден около 1857 година в град Мехомия, който тогава е в Османската империя, днес Разлог в България. Поради преследване от страна на властите млад е принуден да емигрира в Румъния и работи като хлебар в Галац.
След избухването на Руско-турската война се записва доброволец в Българското опълчение. На 18 май 1877 година е зачислен като редник в V рота на IV опълченска дружина. Сражава се при Шипка и Шейново. Носител е на руски и български ордени и медали. Уволнен е на 28 юни 1878 година.
След Освобождението заминава за родния си град. След това живее в Горна Джумая, а около 1896 година се преселва в Русе. Прехранва се, работейки като дюлгер.
През 1923 година е обявен за почетен гражданин на Габрово заедно с останалите живи по това време опълченци, известни на габровци.
Умира на 7 март 1930 година в Русе.